# Deserteurdenkmal (Hamburg)

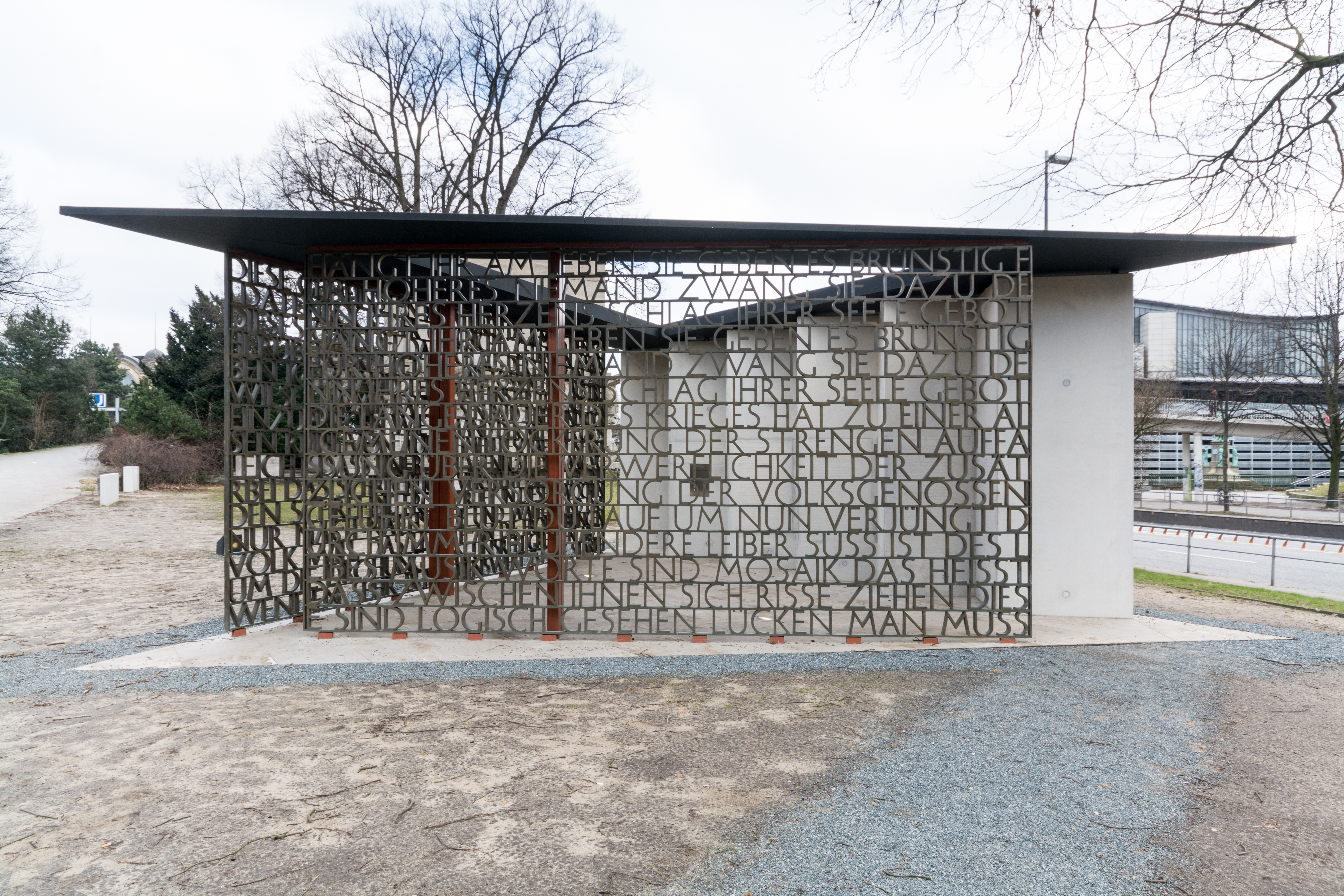
Deserteurdenkmal in Hamburg

Der „Gedenkort für Deserteure und andere Opfer der NS-Militärjustiz“ befindet sich am Dammtordamm in Hamburg in Nachbarschaft zu zwei älteren Denkmälern, die ebenfalls Krieg und Kriegsopfer thematisieren. Besonders gewürdigt werden die 227 namentlich bekannten Opfer der Wehrmachtsjustiz des Zweiten Weltkriegs in Hamburg.

## Entstehung
Die Schaffung des Deserteurdenkmals in Hamburg wurde am 14. Juni 2012 von der Hamburger Bürgerschaft und im Mai 2013 mit einem Etat von ca. 850.000 € durch den Senat beschlossen. Der Titel der Gestaltungsauslobung lautet: „Gedenkort für Deserteure und andere Opfer der NS-Militärjustiz“. Der Gedenkort sollte die bestehenden Denkmäler wenn möglich, thematisch, kommentierend einbeziehen sowie eine Verbindung zu dezentralen Orten des Gedenkens in Hamburg ermöglichen. Die Art und Gestaltung des Denkmals wurde durch einen beschränkten Wettbewerb ermittelt. Die Auslobung des Wettbewerbs wurde von der zuständigen Kulturbehörde über die Bundesvereinigung Opfer der NS-Militärjustiz veröffentlicht. In einem vorgeschalteten Verfahren wurden durch die Hamburger Kulturbehörde 14 Künstler ausgewählt, die in einem anonymisierten Wettbewerb bis ca. Ende April 2014 ihre Entwürfe an das durchführende Architekturbüro Sroka in Berlin einreichen sollten. Eine elfköpfige Jury vergab am 5. Juni 2014 den ersten Preis an den Bildhauer Volker Lang.

## Das Denkmal

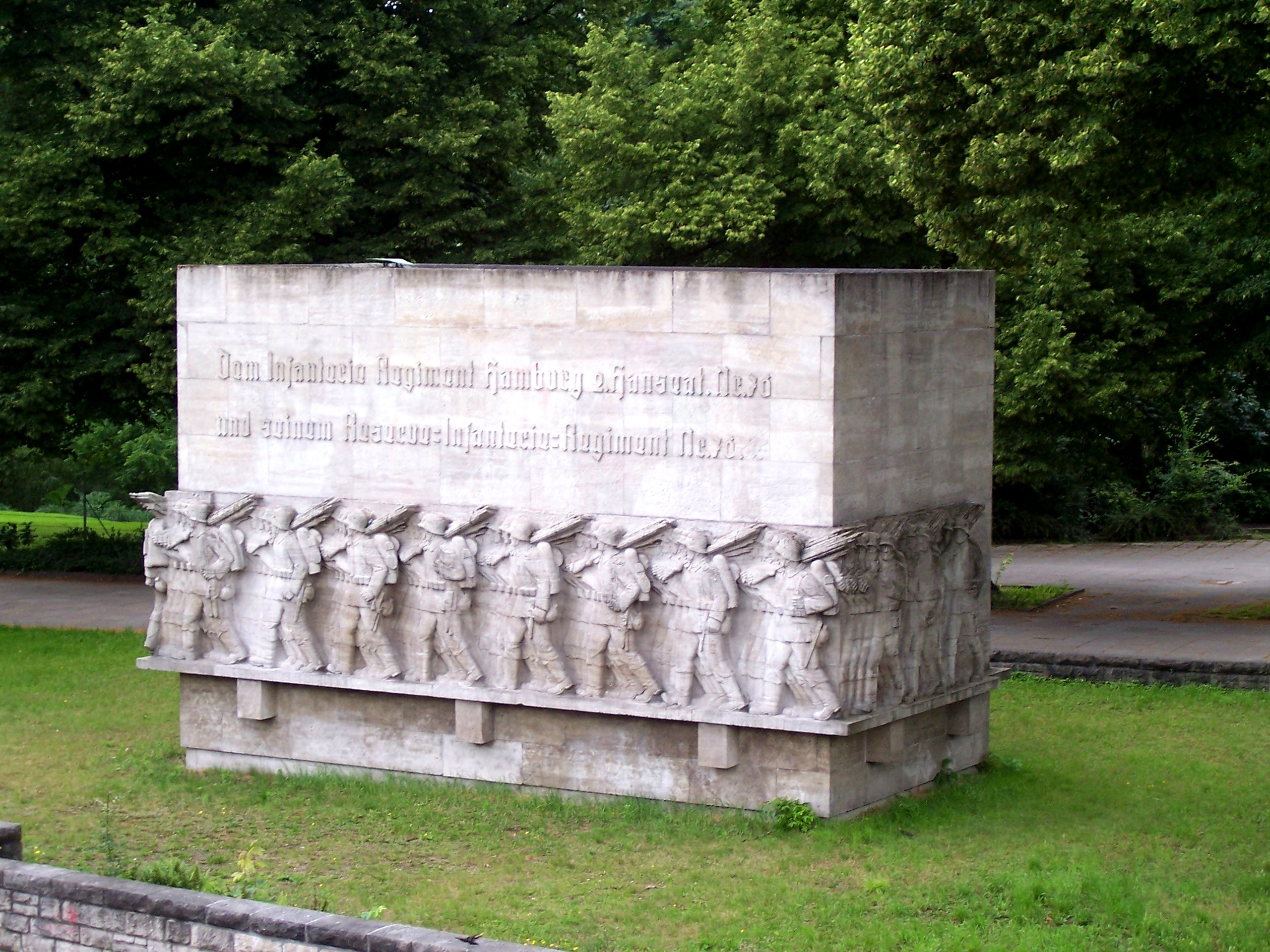
Das Kriegerdenkmal am Dammtordamm

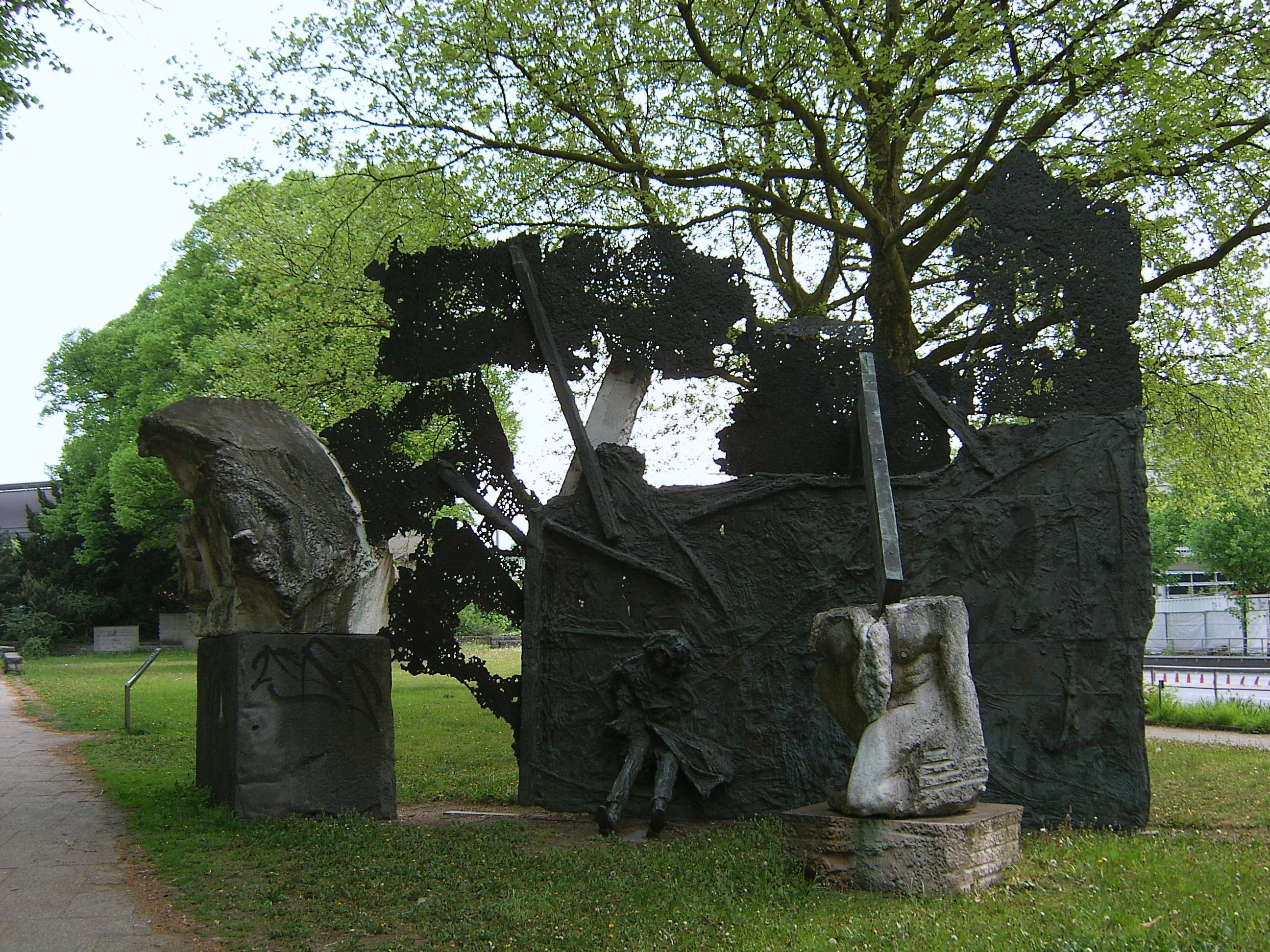
Gegendenkmal von Alfred Hrdlicka

Das Denkmal wurde im November 2015 eingeweiht. Es steht zwischen den Mahnmalen am Stephansplatz, dem Kriegerdenkmal für die Gefallenen des Hamburgischen Infanterie-Regiments Nr. 76 von 1936 von Richard Kuöhl und dem unvollendeten Gegendenkmal von 1983–1985 von Alfred Hrdlicka. Volker Langs Deserteurdenkmal ist ein ebenerdiges, gleichschenkliges, dreieckiges, filigranes Gehäuse. Zwei Seiten des Gebildes bestehen aus bronzenen licht- und luftdurchlässigen Gittern, die aus Schriften gebildet werden. Sie sind aus einem Zitat von Helmut Heißenbüttel aus Deutschland 1944 gebildet. Die dritte Seite des dreieckigen Gebildes zum Dammtordamm hin ist eine geschlossene Betonwand. Im Inneren des Gehäuses stehen auf den Betonwänden allgemeine historische Informationen zu den Deserteuren in Deutsch und Englisch. Weiter kann seitlich durch Auswahl von Namensblöcken durch Knopfdruck der Name, das Hinrichtungsdatum und der Hinrichtungsort der Deserteure akustisch abgerufen werden.
Unter dem Denkmal verläuft ein U-Bahn-Tunnel.

## Motivation und Schicksal der Deserteure

### Motivation und Würdigung
Neben dem Wunsch, das eigene Leben zu retten, war ein Beweggrund zur Desertion, Unrechtstaten in der Zeit des Nationalsozialismus zu vermeiden. Der Mut der Deserteure der NS-Zeit, ihr Leben auf das Spiel zu setzen, wird gewürdigt.

### Hinrichtungsarten

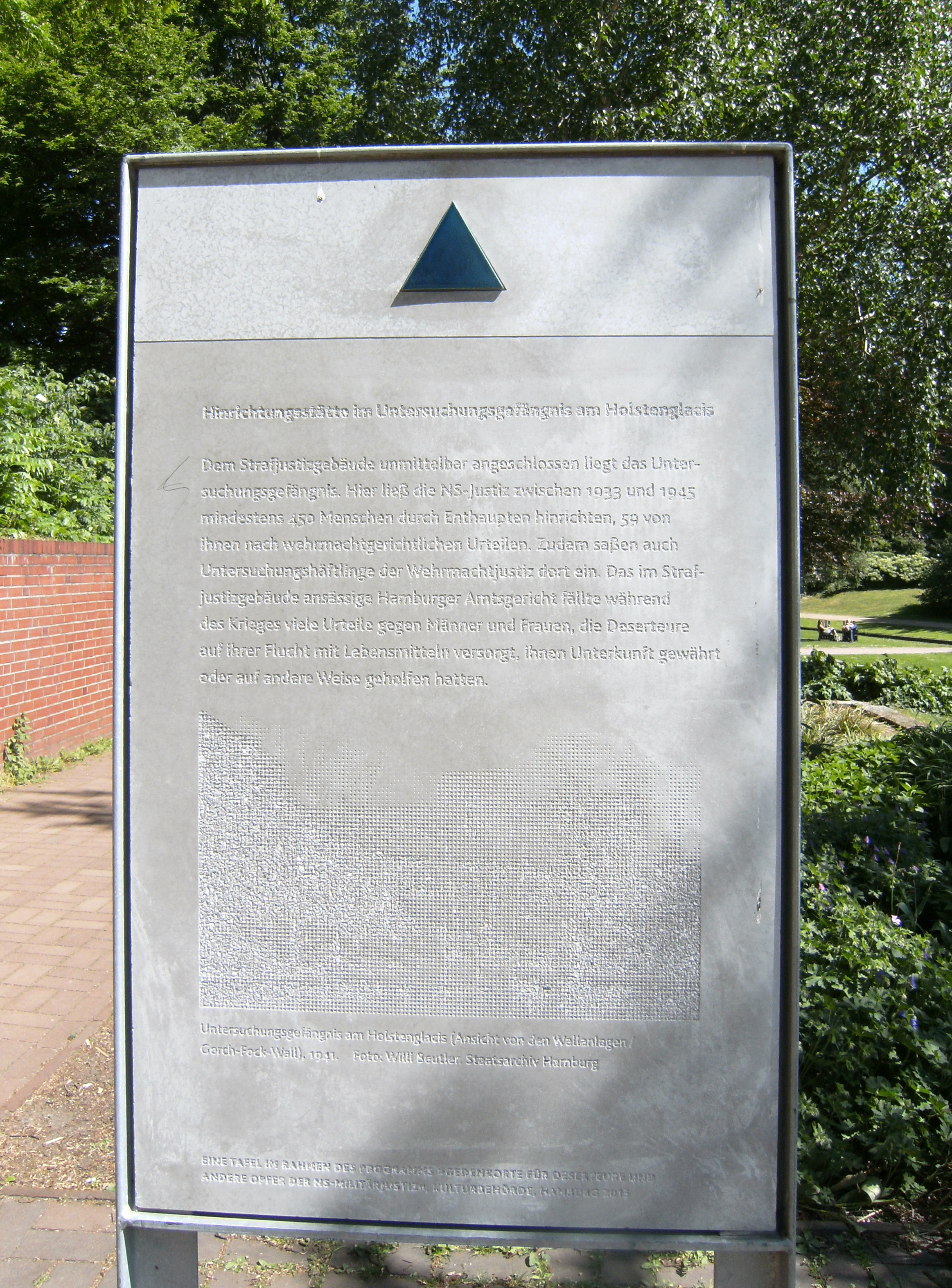
Gedenktafel, Hamburg, Wallanlagen: für die in der Untersuchungshaftanstalt Hamburg, Holstenglacis hingerichteten Deserteure

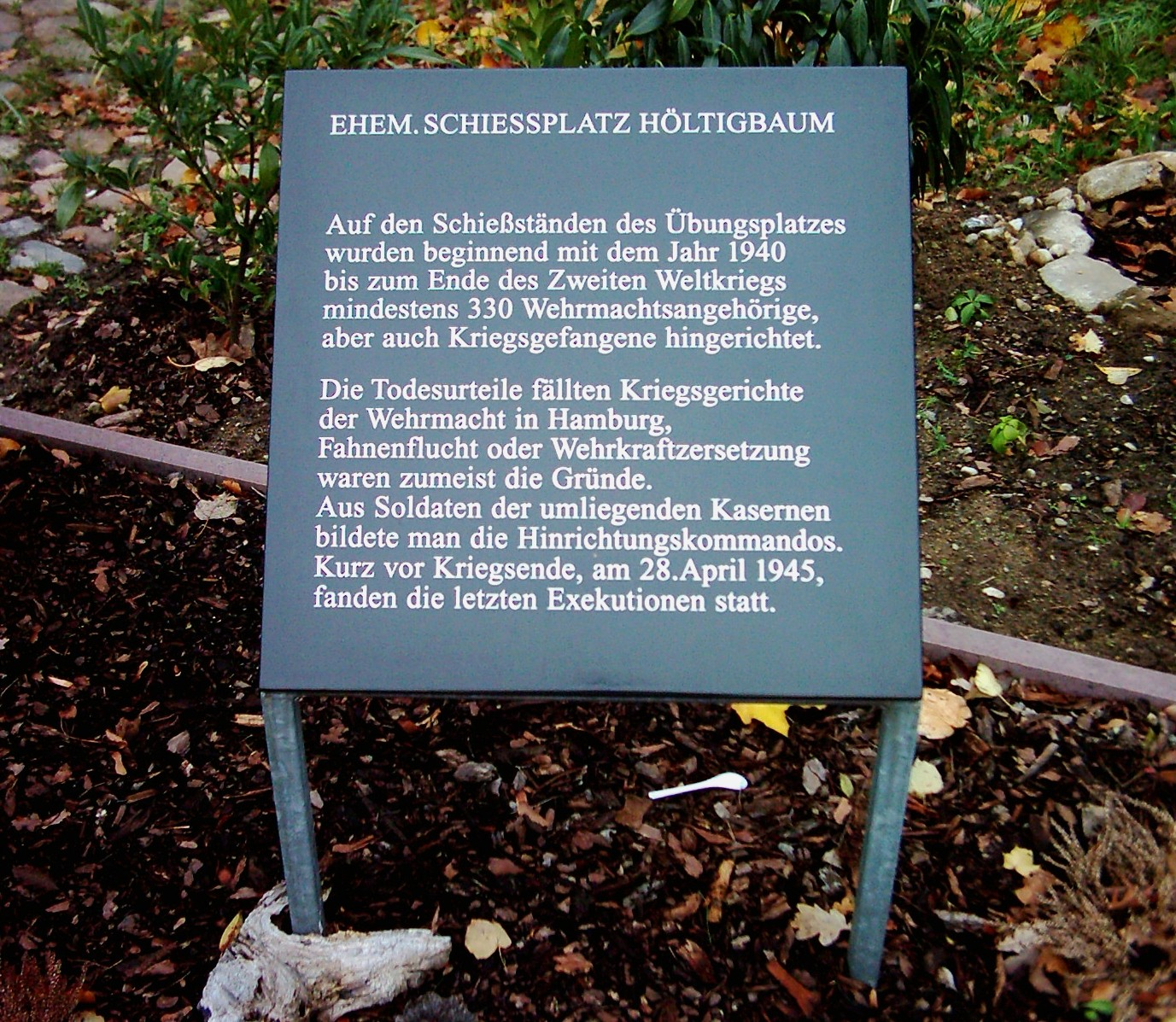
Gedenktafel am ehemaligen Schießplatz

Einige Urteile wurden durch Enthaupten in der Untersuchungshaftanstalt Hamburg am Holstenglacis vollzogen. In Höltigbaum bei Rahlstedt wurden von 1940 bis 28. April 1945 etwa 330 desertierte Soldaten, aber auch Kriegsgefangene wegen Fahnenflucht oder Wehrkraftzersetzung auf dem Schießstand erschossen. Hingerichtete wurden ohne besondere Kennzeichnung auf dem Soldatenfriedhof des Ohlsdorfer Friedhofs beigesetzt. Eine Gedenktafel am Erschießungsplatz erinnert an die Erschießungen.
Ein überlebender Deserteur berichtete bei der Einweihung, dass er der Hinrichtung nach Verhör und Folter durch Versetzung in ein Strafbataillon entkam.

## Verfemung und Rehabilitation
Die Hinterbliebenen bekamen keine Entschädigung oder Rente; den Deserteuren wurde Feigheit oder Vaterlandsverrat vorgeworfen. Die Bundesvereinigung Opfer der NS-Militärjustiz erreichte eine nachträgliche Aufhebung der Urteile. Im Jahr 2002 wurden die Urteile gegen Wehrmachtsdeserteure und im Jahr 2009 die Urteile wegen Kriegsverrat und damit auch wegen Desertion an der Front aufgehoben. Das Denkmal in Hamburg soll die ermordeten Deserteure, die Hinterbliebenen sowie die überlebenden Deserteure rehabilitieren und ihre Zivilcourage würdigen.